# Dundee Football Club 2014-2015
Questa voce raccoglie le informazioni riguardanti il Dundee Football Club nelle competizioni ufficiali della stagione 2014-2015.

## Maglie e sponsor
Il fornitore tecnico per la stagione 2014-2015 è Puma, mentre lo sponsor ufficiale è Hangar Records.
| Casa | Trasferta |

## Stagione
- In Scottish Premiership il Dundee si classificano al sesto posto (45 punti), dietro al Dundee Utd e davanti all'Hamilton Academical.
- In Scottish Cup sono eliminati al quinto turno dal Celtic (0-2).
- In Scottish League Cup sono eliminati al terzo turno dal Dundee Utd (0-1).

## Rosa
| N. |                             | Ruolo | Calciatore     |
| -- | --------------------------- | ----- | -------------- |
| 1  | Galles (bandiera)           | P     | Kyle Letheren  |
| 2  | Scozia (bandiera)           | D     | Gary Irvine    |
| 3  | Scozia (bandiera)           | D     | Willie Dyer    |
| 4  | Germania (bandiera)         | D     | Thomas Konrad  |
| 5  | Irlanda del Nord (bandiera) | D     | James McPake   |
| 6  | Scozia (bandiera)           | C     | Iain Davidson  |
| 8  | Scozia (bandiera)           | C     | Kevin McBride  |
| 10 | Scozia (bandiera)           | C     | Kevin Thomson  |
| 11 | Scozia (bandiera)           | C     | Simon Ferry    |
| 12 | Scozia (bandiera)           | P     | Scott Bain     |
| 14 | Irlanda (bandiera)          | A     | Philip Roberts |
| 15 | Scozia (bandiera)           | A     | Greg Stewart   |
| 16 | Scozia (bandiera)           | A     | David Clarkson |

| N. |                     | Ruolo | Calciatore        |
| -- | ------------------- | ----- | ----------------- |
| 18 | Scozia (bandiera)   | A     | Paul McGowan      |
| 19 | Scozia (bandiera)   | D     | Paul McGinn       |
| 20 | Scozia (bandiera)   | C     | Jim McAlister     |
| 21 | Germania (bandiera) | A     | Luka Tankulić     |
| 24 | Scozia (bandiera)   | C     | Andrew Black      |
| 26 | Bulgaria (bandiera) | D     | Kostadin Gadžalov |
| 29 | Scozia (bandiera)   | C     | Gary Harkins      |
| 33 | Scozia (bandiera)   | A     | Craig Wighton     |
| 35 | Scozia (bandiera)   | C     | Calvin Colquhoun  |
| 47 | Scozia (bandiera)   | C     | Alex Harris       |
| 48 | Scozia (bandiera)   | C     | Stephen McGinn    |
| 49 | Irlanda (bandiera)  | A     | Paul Heffernan    |